# 叶建春
叶建春（1965年7月—），男，汉族，福建周宁人，中华人民共和国政治人物。1985年12月加入中国共产党，1984年8月参加工作，华东水利学院水利水电建筑工程专业本科毕业，河海大学水文学及水资源专业工学博士，教授级高级工程师。现任中共江西省委副书记、省人民政府省长、党组书记。

## 生平
早年毕业于华东水利学院水利水电建筑工程专业。1984年8月，在上海勘测设计研究院规划处工作。1991年4月起，先后任上海勘测设计研究院副处长、处长、院长助理。1999年9月，任上海勘测设计研究院副院长。2003年12月任上海勘测设计研究院院长。2005年6月，任水利部太湖流域管理局局长、党组书记。2016年6月，任中华人民共和国水利部财务司司长。2017年2月至2021年2月，任水利部副部长。2017年7月，任国家防汛抗旱总指挥部秘书长。2018年3月至2020年1月，兼任应急管理部副部长、党组成员。
2021年2月，任中共江西省委副书记。同年10月，任江西省人民政府党组书记、代理省长。2022年1月20日，当选为江西省人民政府省长。